# U-1409
U-1409 je bila nedokončana vojaška podmornica razreda XVIIB nemške Kriegsmarine med drugo svetovno vojno.

## Zgodovina
4. januarja 1943 so naročili gradnjo podmornice, ki se je pričela 15. decembra 1943. 30. marca 1945 je bila podmornica poškodovana v zračnem napadu in nato so podmornico namrtno potopili v ladjedelnici tik pred koncem vojne.

## Tehnični podatki
| Kategorije                                    | Podatki       |
| --------------------------------------------- | ------------- |
| Teža (t): na površju pod površjem polna teža  | 312 337 415   |
| Dolžina (m) - tlačni trup (m)                 | 41,45 - 27,30 |
| Širina (m) - tlačni trup (m)                  | 4,50 - 3,30   |
| Izpodriv (m)                                  | 4,30          |
| Višina (m)                                    | 4,30          |
| Moč (hp): na površju pod podvršjem            | 210-230 77,5  |
| Hitrost (vozlov): na površju pod podvršjem    | 8,5, - 8,8 5  |
| Doseg (milja/vozel): na površju pod podvršjem | 3000/8 76/2   |